# Хан (притока Сейму)
Хан — річка в Росії, у Солнцевському районі Курської області. Права притока Сейму (басейн Дніпра).

## Опис
Довжина річки 21 км, площа басейну 156 км².

## Розташування
Бере початок у селі Хонок. Тече переважно на південний захід і на південній стороні від Домино впадає у річку Сейм, ліву притоку Десни.
Населені пункти вздовж берегової смуги: Афанасіївка, Яковлево, Кулига, Толмачівка, Хахилево, Букреівка, Мальнево.